# تعطیلات اسلامی

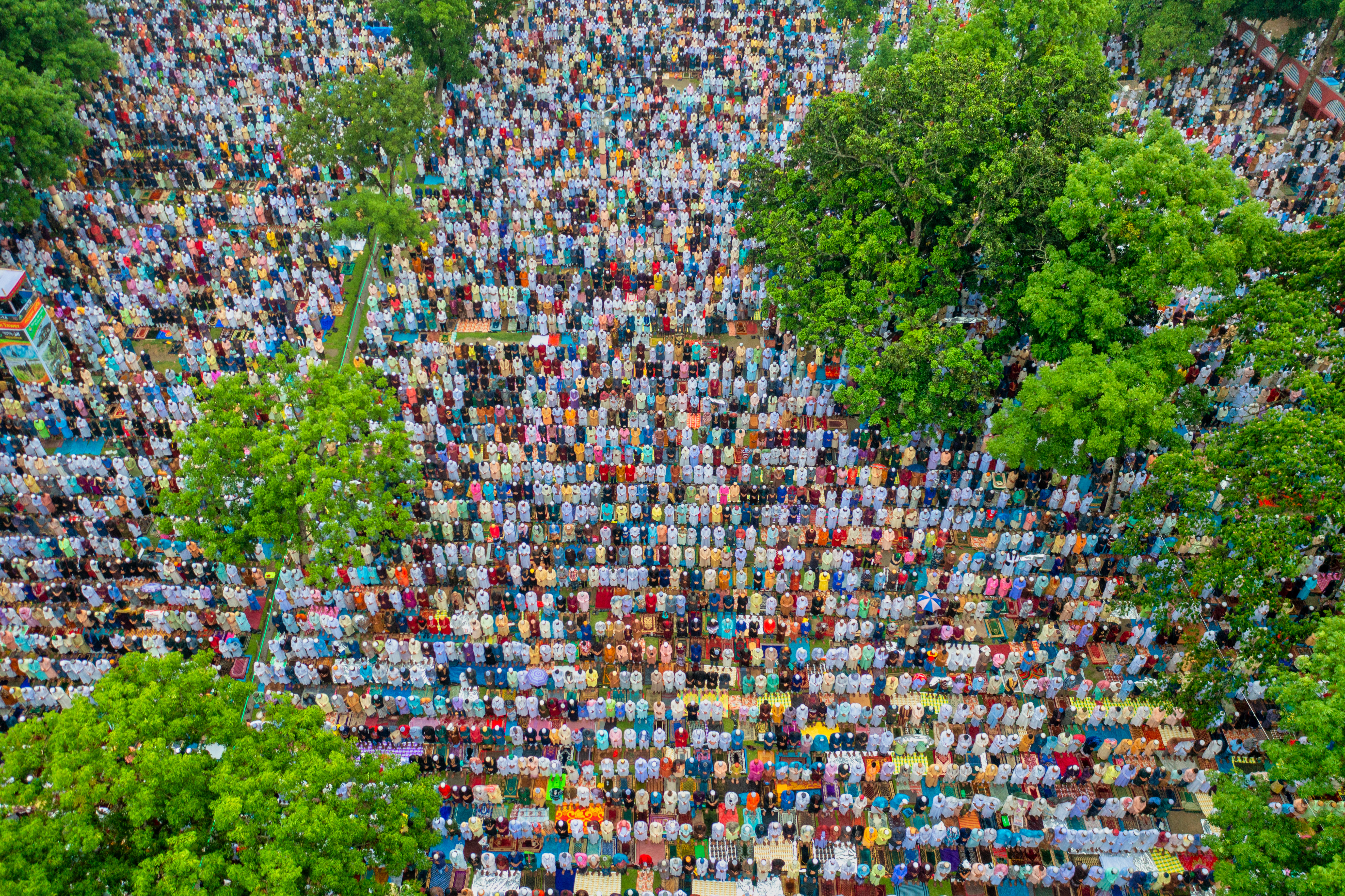
جشن عید در شولاکیه، بزرگ‌ترین نماز عید

دو تعطیل رسمی در تقویم اسلامی وجود دارد که توسط مسلمانان در سراسر جهان جشن گرفته می‌شود: عید فطر و عید قربان. زمان هر دو تعطیلات توسط تقویم اسلامی قمری تنظیم می‌شود که بر اساس گردش ماه است.
عید فطر و قربان، هر دو متصل به ۱۰ روز یا شب مبارک در اسلام هستند: ۱۰ شب آخر ماه رمضان برای عید فطر و ۱۰ روز اول ماه ذیحجه برای عید قربان. شب قدر، یکی از ۱۰ شب مبارک آخر ماه رمضان در اسلام است.
عید فطر، در پایان رمضان، پس از استهلال و دیدن ماه نو در آسمان، در آغاز ماه شوال برگزار می‌شود و مسلمانان باید زکات فطره بپردازند. جشن، با دعا در صبح روز اول شوال آغاز می‌شود و پس از آن صبحانه و اغلب با وعده‌های غذایی جشن، در طول روز، پذیرایی صورت می‌گیرد. عید قربان نیز در روز ۱۰ ذیحجه برگزار شده که در آن مراسم حج به آورده می‌شود که چهار روز طول می‌کشد. مسلمانان، ممکن است، قربانی یعنی ذبح گوسفند یا گاو و تقسیم گوشت بین خانواده، دوستان و فقرا انجام دهند. همچنین مسلمانان تشویق می‌شوند که در این دوره به خصوص، به دیدار یکدیگر بروند.
تعدادی تعطیلات و روزهای مقدس در اسلام وجود دارد که برخی برای همه مسلمانان مشترک است و برخی دیگر فقط به شیعیان اختصاص دارد.
علاوه بر این، روز جمعه را مقدس‌ترین روز هفته در اسلام می‌دانند و در سنت اسلامی، خودش یک عید محسوب می‌شود. نماز جمعه، نماز جماعتی است که در مساجد برگزار می‌شود و مسلمانان به پوشیدن لباس‌های تمیز، اسفاده از عطر و غسل تشویق می‌شوند.

## سایر موارد و تاریخ تعطیلات
| نام تعطیلی                 | تاریخ قمری                 |
| -------------------------- | -------------------------- |
| سال نو اسلامی              | ۱ محرم                     |
| عاشورا                     | ۱۰ محرم                    |
| اربعین                     | ۲۰ یا ۲۱ صفر               |
| عمرکشان (عیدالزهرا)        | ۹ ربیع‌الاول                |
| میلاد پیامبر (زادروز محمد) | ۱۲ ربیع‌الاول               |
| غسل تعمید محمد             | ۱۹ ربیع‌الاول               |
| آغاز سه ماه مبارک اسلام    | ۱ رجب                      |
| لیلةالرغائب                | ۲ رجب                      |
| زادروز علی                 | ۱۳ رجب                     |
| معراج                      | ۲۶ یا ۲۷ رجب               |
| شب برات                    | ۱۵ شعبان                   |
| زادروز حجت بن الحسن        | ۱۵ شعبان                   |
| نخستین روز رمضان           | ۱ رمضان                    |
| شب قدر                     | ۲۱، ۲۳، ۲۵، ۲۷ یا ۲۹ رمضان |
| چاند رات (شب ماه)          | ۲۹ یا ۳۰ رمضان             |
| عید فطر                    | ۱ شوال                     |
| حج                         | ۸–۱۳ ذیحجه                 |
| روز عرفه                   | ۹ ذیحجه                    |
| عید قربان                  | ۱۰ ذیحجه                   |
| عید غدیر خم                | ۱۸ ذیحجه                   |
| عید مباهله                 | ۲۴ ذیحجه                   |